# Gai Curci Peduceà
Gai Curci Peduceà (en llatí: Gaius Curtius Peducaeanus) va ser un magistrat romà del segle i aC. Era probablement fill de Sext Peduceu, propretor de Sicília els anys 76–75 aC, però va ser adoptat per Gai Curci, i va passar a formar part de la gens Cúrcia.
Va ser tribú de la plebs l'any 57 aC i pretor el 50 aC. Ciceró li va adreçar una carta.